# بخش نولسکی، استان پسکوف
بخش نولسکی (به لاتین: Nevelsky District) یک منطقهٔ مسکونی در روسیه است که در استان پسکوف واقع شده‌است.